# أوقستي دوراند
أوقستي دوراند (بالفرنسية: Auguste Durand)‏ هو ملحن فرنسي، ولد في 18 يوليو 1830 في باريس في فرنسا، وتوفي بنفس المكان في 31 مايو 1909.

## وصلات خارجية
- أوقستي دوراند على موقع ميوزك برينز (الإنجليزية)
- أوقستي دوراند على موقع ديسكوغز (الإنجليزية)
- أوقستي دوراند على موقع ديسكوغز (الإنجليزية)